# Orocrambus callirhous
Orocrambus callirhous là một loài bướm đêm trong họ Crambidae.